# Parachma lequettealis
Espèce
Parachma lequettealis est une espèce d'insectes lépidoptères (papillons) de la famille des Pyralidae qui est endémique de La Réunion, où elle est très courante.

## Systématique
L'espèce Parachma lequettealis a été décrite par Christian Guillermet (d) en 2011.